# Лаєм Чабанг
Лаєм Чабанг (тай. แหลมฉบัง) — муніципалітет портового міста (тесабан накхон) в районах Сі Рача і Банг Ламунг провінції Чонбурі, Таїланд. Включає підрайон Тхунг Сухла (тамбон) і частини підрайонів Буенг, Нонг Кхам і Сурасак округу Сі Рача та частину селища Банг Ламунг округу Банг Ламунг у всій провінції Чонбурі. Станом на 2019 рік тут проживало 88 271 осіб. Місто виросло навколо порту, але також є основною зупинкою на прибережному шосе, що з'єднує Паттаю та Бангкок через Сукхумвіт-роуд. Місто також відоме тим, що тут розташована японська спільнота пенсіонерів зі спеціалізованими магазинами, орієнтованими на них.

## Історія
З 1981 року Рада національного економічного та соціального розвитку (NESDB) визначила Лаем Чабанг як цільову територію для розвитку нової міської громади шляхом будівництва та розвитку інфраструктури та комунальних послуг для підтримки розширення громади в результаті розвитку. Промисловість шляхом проведення будівництва міжнародного глибоководного порту. Промислові масиви на експорт. Будівництво порту Лаем Чабанг. Залізниця для сполучення з портовою залізницею Бангкок-Саттахіп. Реалізація громадського житлового будівництва Лаєм Чабанг. Відповідно до Проєкту розвитку східного узбережжя, територія складається з усього підрайону Тхунг Сухла та деяких районів підрайону Сурасак, підрайону Нонг Кхам, підрайону Буенг і підрайону Банг Ламунг. Розбудова портового комплексу почалася в 1988 році. Контейнерний порт був завершений у 1991 році. Підвищивши статус деяких територій санітарного району Ао Удом (сукхафібан), муніципалітету субрайону Лаєм Чабанг (тесабан тамбон), району Сі Рача та району Банг Ламунг, було створено провінцію Чонбурі, оголошено в Урядовій газеті, книга 108, випуск 211, від 4 грудня 1991 р., діє з 3 січня 1992 р. Бути органом місцевого самоврядування, який контролює та забезпечує виконання плану розвитку міста. А також бути агентством, яке надає соціальні послуги громаді. Ведіть справи різних галузей з людьми, щоб керувати та піклуватися. Підтримуючи свої місцевості відповідно до муніципального устрою. Згодом 24 травня 2010 року було створено міський муніципалітет Лаем Чабанг (thesaban nakhon).
Порт є частиною ініціативи «Один пояс, один шлях», який пролягає від узбережжя Китаю на південь через Сінгапур через Малаккську протоку до південного краю Індії, через Момбасу через Суецький канал до Середземного моря, звідти до регіону Верхньої Адріатики до північноіталійського вузла Трієст із залізничним сполученням із Центральною Європою та Північним морем.

## Географія
Район міського муніципалітету Лаєм Чабанг, як правило, прибережний і розташований на сході Сіамської затоки приблизно в 120 км від аеропорту Суварнабхумі, 30 км на південь від Чонбурі, 25 км на північ від Паттаї та 60 км від карти Ta Phut і займає площу 109,65 км2, з яких 88,59 км2 земельної ділянки та 21,06 км2 водна поверхня (моря). Він знаходиться в зоні забудови в рамках Проєкту розвитку Східного узбережжя, складається з комерційного порту, промислових центрів, ігрових майданчиків, спортивних майданчиків тощо. Лаєм Чабанг межує на півночі: субрайон Сурасак (тамбон), район Сі Рача (амфое), провінція Чонбурі (чангват), схід: субрайони Нонг Кхам і Буенг, район Сі Рача, провінція Чонбурі, південь: субрайон Банг Ламунг, район Банг Ламунг, провінція Чонбурі, захід: Сіамська затока.

## Клімат
Місто Лаєм Чабанг має тропічний клімат савани (класифікація клімату Кеппена категорії Aw). Зими сухі та теплі. Температура підвищується до травня. Сезон мусонів триває з травня по жовтень, з сильним дощем і дещо нижчою температурою вдень, хоча ночі залишаються теплими. Метеостанція Laem Chabang, кліматичні дані з 1981 по 2010 рік: максимальна температура 39,0 °C у січні, а мінімальна температура становить 14,0 °C у грудні. Максимальна середня температура 33,3 °C у квітні, а мінімальна середня температура становить 22,0 °C у грудні. Річна кількість опадів становить 1151 міліметр.
| Клімат Лаєм Чабанг (1981–2010)             | Клімат Лаєм Чабанг (1981–2010) | Клімат Лаєм Чабанг (1981–2010) | Клімат Лаєм Чабанг (1981–2010) | Клімат Лаєм Чабанг (1981–2010) | Клімат Лаєм Чабанг (1981–2010) | Клімат Лаєм Чабанг (1981–2010) | Клімат Лаєм Чабанг (1981–2010) | Клімат Лаєм Чабанг (1981–2010) | Клімат Лаєм Чабанг (1981–2010) | Клімат Лаєм Чабанг (1981–2010) | Клімат Лаєм Чабанг (1981–2010) | Клімат Лаєм Чабанг (1981–2010) | Клімат Лаєм Чабанг (1981–2010) |
| Показник                                   | Січ.                           | Лют.                           | Бер.                           | Квіт.                          | Трав.                          | Черв.                          | Лип.                           | Серп.                          | Вер.                           | Жовт.                          | Лист.                          | Груд.                          | Рік                            |
| Абсолютний максимум, °C                    | 39,0                           | 37,5                           | 37,5                           | 38,1                           | 38,7                           | 36,8                           | 36,2                           | 36,7                           | 34,9                           | 35,0                           | 36,5                           | 36,5                           | 39,0                           |
| Середній максимум, °C                      | 31,9                           | 32,1                           | 32,7                           | 33,3                           | 32,7                           | 31,9                           | 31,4                           | 31,4                           | 31,2                           | 31,4                           | 31,8                           | 31,6                           | 32,0                           |
| Середня температура, °C                    | 27,9                           | 28,3                           | 29,0                           | 29,7                           | 29,5                           | 29,1                           | 28,7                           | 28,7                           | 28,5                           | 28,2                           | 28,4                           | 28,1                           | 28,7                           |
| Середній мінімум, °C                       | 22,1                           | 23,2                           | 24,4                           | 25,5                           | 25,5                           | 25,5                           | 25,5                           | 25,0                           | 24,3                           | 23,8                           | 23,3                           | 22,0                           | 24,2                           |
| Абсолютний мінімум, °C                     | 14,9                           | 16,5                           | 19,0                           | 19,2                           | 19,2                           | 20,0                           | 20,1                           | 21,0                           | 19,6                           | 20,0                           | 17,0                           | 14,0                           | 14,0                           |
| Середня кількість сонячних годин на місяць | 192,2                          | 163,9                          | 186,0                          | 186,0                          | 117,8                          | 114,0                          | 117,8                          | 114,7                          | 108,0                          | 108,5                          | 171,0                          | 192,2                          |                                |
| Днів з дощем                               | 1,5                            | 2,3                            | 4,6                            | 6,5                            | 12,3                           | 12,9                           | 11,8                           | 13,4                           | 17,0                           | 16,9                           | 4,2                            | 1,1                            | 104,5                          |
| Вологість повітря, %                       | 64                             | 72                             | 73                             | 74                             | 76                             | 76                             | 76                             | 76                             | 78                             | 78                             | 65                             | 61                             | 72                             |
| ------------------------------------------ | ------------------------------ | ------------------------------ | ------------------------------ | ------------------------------ | ------------------------------ | ------------------------------ | ------------------------------ | ------------------------------ | ------------------------------ | ------------------------------ | ------------------------------ | ------------------------------ | ------------------------------ |

## Економіка
Економічні умови в муніципалітеті міста Лаем Чабанг значною мірою залежать від промисловості. На промислових підприємствах працює понад 200 підприємств. У них зайнято найбільше працівників у провінції Чонбурі.